# Fikcyjne numery telefoniczne
Fikcyjne numery telefoniczne – numery telefoniczne przeznaczone przede wszystkim do użytku w programach radiowych i telewizyjnych, filmach, przedstawieniach teatralnych lub w książkach. Numery tego typu nie są przydzielane abonentom (w szczególności prywatnym). Ma to na celu uniknięcie podania numeru przypadkowej osoby, a co za tym idzie narażania posiadacza tego telefonu na niepotrzebne połączenia ze strony osób chcących sprawdzić, do kogo należy numer podany na przykład w filmie. Przykładem takiej sytuacji okazała się piosenka „867-5309/Jenny” Tommy'ego Tutone'a z 1982 roku. Zawiera ona faktyczny numer występujący w każdej strefie numeracyjnej w Stanach Zjednoczonych. Jej pojawienie wiązało się z licznymi połączeniami wykonywanymi do posiadaczy takiego numeru. Prawdopodobnie nadal właściciele niektórych z tych numerów odbierają rozmowy pytające o Jenny.

## Geneza
Początek stosowania fikcyjnych numerów telefonicznych datuje się na lata 50. XX wieku. Pierwszym dokumentem wskazującym na przeznaczenie pewnej puli numerów pod działalność telewizji, był „Notes on Nationwide dialing” wydany przez AT&T, w którym opublikowano listę możliwych dostępnych prefiksów. Do celów radiowych przeznaczone zostały wówczas numery central, zaczynające się od cyfr 55, 57, 95 i 97.

## Pule numerów w wybranych krajach

### Australia
ACMA zarezerwowała pulę numerów telefonicznych do korzystania w celach radiowych, książkowych, filmowych i telewizyjnych. Nie przewiduje ona, aby podane numery zostały przeznaczone dla użytku publicznego w przyszłości. Zastrzeżone numery w tym celu to:
- Usługi o podwyższonej opłacie (Premium rate)
  - 1900 654 321
- Numery stacjonarne w zakresie geograficznym
  - (02) 5550 xxxx & (02) 7010 xxxx
  - (03) 5550 xxxx & (03) 7010 xxxx
  - (07) 5550 xxxx & (07) 7010 xxxx
  - (08) 5550 xxxx & (08) 7010 xxxx
- Numery komórkowe
  - 0491 570 110
  - 0491 570 156 – 0491 570 159
- Bezpłatna infolinia
  - 1800 160 401
  - 1800 975 707 – 1800 975 711
  - 1300 975 707 – 1300 975 711

### Stany Zjednoczone
W Stanach Zjednoczonych fikcyjne numery telefoniczne kojarzone są głównie, ze słynnymi numerami zaczynającymi się od cyfr 555 używanymi powszechnie w filmach produkcji amerykańskiej. Najbardziej znanym, a zarazem najczęściej stosowanym numerem był 555-2368, między innymi przez firmę Bell w swoich artykułach do gazet, czy też filmie Pogromcy duchów. Obecnie tylko numery znajdujące się pomiędzy 555-0100 a 555-0199 (dla dowolnego numeru kierunkowego obowiązującego w Stanach Zjednoczonych) są przeznaczone do celów telewizyjnych, natomiast pozostałe zostały dopuszczone przez Federalną Komisję Komunikacji (FCC) do rzeczywistego użytku w specjalnych usługach w roku 1994.

### Wielka Brytania
W Wielkiej Brytanii, tamtejszy regulator rynku telefonii Ofcom, przeznaczył na potrzeby telewizji po 1000 liczb wybranych numerów kierunkowych dla:
- telefonii stacjonarnej:
  - Leeds (0113) 496 0000 do 496 0999
  - Sheffield (0114) 496 0000 do 496 0999
  - Nottingham (0115) 496 0000 do 496 0999
  - Leicester (0116) 496 0000 do 496 0999
  - Bristol (0117) 496 0000 do 496 0999
  - Reading (0118) 496 0000 do 496 0999
  - Birmingham (0121) 496 0000 do 496 0999
  - Edinburgh (0131) 496 0000 do 496 0999
  - Glasgow (0141) 496 0000 do 496 0999
  - Liverpool (0151) 496 0000 do 496 0999
  - Manchester (0161) 496 0000 do 496 0999
  - Londyn (020) 7946 0000 do 7946 0999
  - Tyneside/Durham/Sunderland (0191) 498 0000 do 498 0999
  - Irlandia Północna (028) 9018 0000 do 9018 0999
  - Cardiff (029) 2018 0000 do 2018 0999
  - Bez obszaru (01632) 960000 do 960999
- telefonii komórkowej	07700 900000 do 900999
- bezpłatnej infolinii	08081 570000 do 570999
- usługi Premium Rate	0909 8790000 do 8790999